# Kendalsari (Petarukan)
Kendalsari is een bestuurslaag in het regentschap Pemalang van de provincie Midden-Java, Indonesië. Kendalsari telt 10.785 inwoners (volkstelling 2010).